# Ĥ

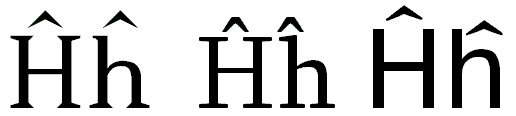
Rożne sposoby umieszczenia daszka nad literą h

Ĥ, Ĥĥ – litera alfabetu łacińskiego używana w Esperanto przypisana spółgłosce [x] lub [χ]. Jej wymowa odpowiada wymowie dwuznaku ch w języku polskim.
Według Fundamento de Esperanto literę, w przypadku braku odpowiedniej czcionki, zastępuje się przez <hh>. W x systemie litera <ĥ> jest zastępowana przez <hx>. 

## Zanik użycia litery
Obecnie ta litera oraz odpowiadająca jej głoska jest coraz rzadziej używana w języku Esperanto. 
Zastępowana jest innymi literami:
- literą k (najczęstszy sposób) : ĥemio > kemio, monarĥo > monarko, monaĥo > monako
- literą  ĉ (tylko w dwóch słowach) : ĥino > ĉino, ĥilo > ĉilo
- literą h (bardzo rzadko) : ĥamida > hamida
- zmiana całego słowa: ĥoro > koruso, eĥo > ekoo, aĥ! > ho ve!